# Сијан
Сијан или Си'ан (кин: 西安, Xī'ān - западни мир), град је у централној Кини, административни центар покрајине Шенси. Према процени из 2009. у граду је живело 4.445.222 становника, а у ширем подручју око 8,25 милиона (податак из 2006).
Сијан је један од најпознатијих историјских и културних центара Кине. Стар је више од 3100 година и познат је као чвориште трговине караванима на Путу свиле. Био је престоница Кине у време 13 династија, од којих су најзначајније епохе династија Џоу, Ћин, Хан и Танг. Сијан је једна од четири традиционалне престонице Кине. У околини града је маузолеј цара Ћин Ши Хуанга у којој се налазе Ратници од теракоте. У Сијану постоје очуване градске зидине из периода око 1370. 
Од 1990, у складу са државним плановима о развоју, Сијан је означен као центар за развој централне и северозападне Кине. У том узлету, Сијан поново постаје значајан културни, индустријски и образовни центар ових регија с тежиштем на истраживању и развоју, националној сигурности и кинеском свемирском истраживачком програму. Сијан тренутно има статус потпровинције, администрирајући 11 дистрикта и 2 округа. Према подацима из 2018, Сијан има 12.005.600 становника, а метрополитенско подручје Сијан-Сјенјанг 12,6 милиона. То је најмногољуднији град у северозападној Кини, као и трећи најмногољуднији град у западној Кини, а остала два су Чунгкинг и Ченгду. Према извештају Мреже за истраживање глобализације светских градова (GaWC) за 2020. годину, Сијан се налази на другом (бета-) месту од три нивоа у погледу међународне економске повезаности града, што је пораст у односу на најнижи ниво (гама+) претходне године.
Сиан је такође један од 40 врхунских научних градова на свету по резултатима научних истраживања праћених Индексом природе, и дом више престижних кинеских универзитета, укључујући Универзитет Сијан Ђаотонг, Северозападни политехнички универзитет , Сидјен универзитет, Сидјен универзитет, Шанси нормал универзитет и Нортвест универзитет.

## Географија

### Клима
| Клима Сијана (нормале 1981–2010, екстреми 1951–2013)                   | Клима Сијана (нормале 1981–2010, екстреми 1951–2013) | Клима Сијана (нормале 1981–2010, екстреми 1951–2013) | Клима Сијана (нормале 1981–2010, екстреми 1951–2013) | Клима Сијана (нормале 1981–2010, екстреми 1951–2013) | Клима Сијана (нормале 1981–2010, екстреми 1951–2013) | Клима Сијана (нормале 1981–2010, екстреми 1951–2013) | Клима Сијана (нормале 1981–2010, екстреми 1951–2013) | Клима Сијана (нормале 1981–2010, екстреми 1951–2013) | Клима Сијана (нормале 1981–2010, екстреми 1951–2013) | Клима Сијана (нормале 1981–2010, екстреми 1951–2013) | Клима Сијана (нормале 1981–2010, екстреми 1951–2013) | Клима Сијана (нормале 1981–2010, екстреми 1951–2013) | Клима Сијана (нормале 1981–2010, екстреми 1951–2013) |
| Показатељ \ Месец                                                      | .Јан.                                                | .Феб.                                                | .Мар.                                                | .Апр.                                                | .Мај.                                                | .Јун.                                                | .Јул.                                                | .Авг.                                                | .Сеп.                                                | .Окт.                                                | .Нов.                                                | .Дец.                                                | .Год.                                                |
| ---------------------------------------------------------------------- | ---------------------------------------------------- | ---------------------------------------------------- | ---------------------------------------------------- | ---------------------------------------------------- | ---------------------------------------------------- | ---------------------------------------------------- | ---------------------------------------------------- | ---------------------------------------------------- | ---------------------------------------------------- | ---------------------------------------------------- | ---------------------------------------------------- | ---------------------------------------------------- | ---------------------------------------------------- |
| Апсолутни максимум, °C (°F)                                            | 17,0 (62,6)                                          | 24,1 (75,4)                                          | 31,3 (88,3)                                          | 34,9 (94,8)                                          | 38,6 (101,5)                                         | 41,8 (107,2)                                         | 41,0 (105,8)                                         | 40,0 (104)                                           | 38,5 (101,3)                                         | 34,1 (93,4)                                          | 24,5 (76,1)                                          | 21,6 (70,9)                                          | 41,8 (107,2)                                         |
| Максимум, °C (°F)                                                      | 5,1 (41,2)                                           | 8,9 (48)                                             | 14,4 (57,9)                                          | 21,5 (70,7)                                          | 26,6 (79,9)                                          | 31,4 (88,5)                                          | 32,4 (90,3)                                          | 30,3 (86,5)                                          | 25,6 (78,1)                                          | 19,3 (66,7)                                          | 12,4 (54,3)                                          | 6,3 (43,3)                                           | 19,5 (67,1)                                          |
| Просек, °C (°F)                                                        | 0,3 (32,5)                                           | 3,6 (38,5)                                           | 8,7 (47,7)                                           | 15,4 (59,7)                                          | 20,5 (68,9)                                          | 25,3 (77,5)                                          | 27,0 (80,6)                                          | 25,1 (77,2)                                          | 20,3 (68,5)                                          | 14,1 (57,4)                                          | 7,2 (45)                                             | 1,5 (34,7)                                           | 14,1 (57,4)                                          |
| Минимум, °C (°F)                                                       | −3,3 (26,1)                                          | −0,4 (31,3)                                          | 4,1 (39,4)                                           | 10,3 (50,5)                                          | 15,1 (59,2)                                          | 19,9 (67,8)                                          | 22,3 (72,1)                                          | 21,0 (69,8)                                          | 16,5 (61,7)                                          | 10,2 (50,4)                                          | 3,2 (37,8)                                           | −2,2 (28)                                            | 9,7 (49,5)                                           |
| Апсолутни минимум, °C (°F)                                             | −20,6 (−5,1)                                         | −18,7 (−1,7)                                         | −7,6 (18,3)                                          | −4 (25)                                              | 3,5 (38,3)                                           | 9,2 (48,6)                                           | 15,1 (59,2)                                          | 12,1 (53,8)                                          | 4,8 (40,6)                                           | −1,9 (28,6)                                          | −16,8 (1,8)                                          | −19,3 (−2,7)                                         | −20,6 (−5,1)                                         |
| Количина падавина, mm (in)                                             | 6,7 (0,264)                                          | 9,8 (0,386)                                          | 27,1 (1,067)                                         | 37,5 (1,476)                                         | 54,9 (2,161)                                         | 64,5 (2,539)                                         | 97,5 (3,839)                                         | 78,6 (3,094)                                         | 94,1 (3,705)                                         | 61,7 (2,429)                                         | 21,5 (0,846)                                         | 7,3 (0,287)                                          | 561,2 (22,093)                                       |
| Дани са падавинама (≥ 0.1 mm)                                          | 3,4                                                  | 4,0                                                  | 6,4                                                  | 7,8                                                  | 8,2                                                  | 8,8                                                  | 9,9                                                  | 10,0                                                 | 11,6                                                 | 9,9                                                  | 5,5                                                  | 3,6                                                  | 89,1                                                 |
| Релативна влажност, %                                                  | 65                                                   | 62                                                   | 64                                                   | 64                                                   | 65                                                   | 61                                                   | 68                                                   | 75                                                   | 77                                                   | 76                                                   | 73                                                   | 68                                                   | 68,2                                                 |
| Сунчани сати — месечни просек                                          | 88,4                                                 | 96,1                                                 | 116,6                                                | 142,8                                                | 169,5                                                | 179,7                                                | 181,1                                                | 168,1                                                | 121,0                                                | 98,9                                                 | 92,4                                                 | 81,0                                                 | 1.535,6                                              |
| Сунчано време — месечни проценти                                       | 32                                                   | 34                                                   | 33                                                   | 38                                                   | 40                                                   | 43                                                   | 44                                                   | 47                                                   | 34                                                   | 32                                                   | 32                                                   | 31                                                   | 37                                                   |
| Извор: Кинеска метеоролошка управа, екстремне температуре свих времена |                                                      |                                                      |                                                      |                                                      |                                                      |                                                      |                                                      |                                                      |                                                      |                                                      |                                                      |                                                      |                                                      |

## Становништво
Према процени, у граду је 2009. живело 4.445.222 становника.
| 1990.     | 2000.     | 2009.     |
| --------- | --------- | --------- |
| 2.251.988 | 3.327.174 | 4.445.222 |

## Партнерски градови
- Јаши
- Каиро
- Исфахан
- Нара
- Каламата
- Конија
- Џеда
- Доњи Хут
- Единбург[19][20]
- Дортмунд[21]
- Лахор
- Фунабаши
- Гјеонгју
- Дњепропетровск
- Истанбул
- Бразилија
- Помпеи
- Атина
- Бирмингем
- Куско
- Таупо
- Канзас Сити
- Катманду
- Квебек
- Кјото[22]
- По
- Џорџтаун[23]
- Кота Кинабалу[24][25]

## Галерија
- Ратници од теракоте
- Градски метро
- Железничка станица
- Аеродром
- Скулптуре уз аутопут
- Индустријски и високотехнолошки комплекс
- Историјски музеј
- Комплекс Универзитета ХЈТУ